# Gare de Cordes - Vindrac
Gare de Cordes - Vindrac vasútállomás Franciaországban, Vindrac-Alayrac településen.

## Vasútvonalak
Az állomást az alábbi vasútvonalak érintik:
- Brive-la-Gaillarde–Toulouse-vasútvonal

## Kapcsolódó állomások
A vasútállomáshoz az alábbi állomások vannak a legközelebb:
- Gare de Gaillac
- Gare de Lexos